# Paryż-Troyes
Paryż-Troyes, znany w wersji oryginalej jako Paris-Troyes – kolarski wyścig jednodniowy, rozgrywany we Francji na trasie między Paryżem a Troyes. 
Wyścig, z przerwami, odbywa się od końcówki pierwszej dekady XX wieku. Do 2004 organizowany poza kalendarzem UCI, a od 2005 włączony został do cyklu UCI Europe Tour, w którym otrzymał kategorię 1.2.

## Zwycięzcy
Opracowano na podstawie:
| Rok  | Pierwsze                | Drugie                | Trzecie                |          |
| ---- | ----------------------- | --------------------- | ---------------------- | -------- |
| 1910 | Marius Choque           |                       |                        |          |
| 1913 | Frank Henry             |                       |                        |          |
| 1923 | André Leducq            |                       |                        |          |
| 1926 | André Aumerle           | Georges Robert        | Octave Dayen           |          |
| 1933 | Jean Bidot              | Marcel Bidot          | André Gabard           |          |
| 1934 | Marcel Bidot            | Louis Krauss          | Marcel Blanchon        |          |
| 1935 | Jules Rossi             | Marcel Bidot          | Jean Bidot             |          |
| 1936 | Camille Muls            | Jean Bidot            | Louis Thiétard         |          |
| 1938 | Olivier Pierre          | Paul Couderc          |                        |          |
| 1946 | Roger Queugnet          | Roger Lejeune         | Charles Coste          |          |
| 1947 | Michel Rabut            | Pierre Scalbi         |                        |          |
| 1948 | Mario Mathieu           | Louis Aubrun          | Julien Conan           |          |
| 1949 | Anzio Mariotti          | Gabriel Faille        |                        |          |
| 1950 | Roger Bertaz            | Louis Cavanna         | Jean Carle             |          |
| 1959 | Michel Bauchet          | Raymond Reisser       | Marcisse Carrara       |          |
| 1960 | Daniel Dhieux           | Henri Belena          | Francis Bazire         |          |
| 1961 | Claude Faveaux          | Gianni Marcarini      | Antoine Piszczek       |          |
| 1962 | Roger Jube              | José María Errandonea | Jean-Marie Poppe       |          |
| 1963 | Max Sinoquet            | Aimable Denhez        | Jean-Paul Caffi        |          |
| 1964 | Jean-Pierre Puccianti   | Michel Prissette      | Aimable Denhez         |          |
| 1965 | André Desvages          | Claude Guyot          | Jean-Paul Caffi        |          |
| 1966 | Agustín Tamames         | Robert Fuhrel         |                        |          |
| 1967 | Robert Bouloux          | Derek Harrison        | José Catieau           |          |
| 1968 | Henk Hiddinga           | Daniel Ducreux        | Jean-Jacques Cornet    |          |
| 1969 | Jean Thomazeau          | Yves Hézard           | Thierry Grandsir       |          |
| 1970 | Christian Poissenot     | Robert Fuhrel         | Philipp Cheetham       |          |
| 1972 | Jacques Esclassan       | Guy Sibille           | Éric Lalouette         |          |
| 1973 | Guy Dolhats             | Joël Hauvieux         | Alain Meslet           |          |
| 1974 | Gérard Colinelli        | Hubert Arbès          | Hubert Linard          |          |
| 1976 | Hubert Linard           | Patrick Derosier      | Michel Herbault        |          |
| 1977 | Didier Van Vlaslaer     | Jean-Paul Marchal     | Michel Lloret          |          |
| 1978 | Graham Jones            | Patrice Thévenard     | Pascal Simon           |          |
| 1979 | Philippe Badouard       | Jacques Desportes     |                        |          |
| 1980 | Michel Larpe            | Eric Delatte          | Pascal Guyot           |          |
| 1981 | Jozef Lieckens          | Francis Vermaelen     | Philippe Chevallier    |          |
| 1982 | Nico Emonds             | Charly Mottet         | Laurent Eudeline       |          |
| 1983 | Martin Durant           | Thierry Casas         | Denis Roux             |          |
| 1984 | Carlo Bomans            | Philippe Bouvatier    | Claude Carlin          |          |
| 1985 | Jean-Jacques Philipp    | Carlo Bomans          | Séamus Downey          |          |
| 1986 | Benjamin Van Itterbeeck | Edwig Van Hooydonck   | Franck Petiteau        |          |
| 1987 | Frédéric Gallerne       | Eric Chanton          | Christophe Manin       |          |
| 1988 | Laurent Bezault         | Thierry Richard       | Brian Smith            |          |
| 1989 | Hervé Lepinay           | Gilles Carlin         | Thierry Gouvenou       |          |
| 1990 | Thierry Arnould         | Eric Lavaud           | Christophe Faudot      |          |
| 1991 | Thierry Dupuy           | Zdzisław Wrona        | Sylvain Bolay          |          |
| 1992 | Didier Faivre-Pierret   | Didier Rous           | Ian Gilkes             |          |
| 1993 | Simon Hempsall          | Régis Simon           | Marek Leśniewski       |          |
| 1994 | Gordon Fraser           | Gilles Maignan        | Hervé Bihan-Poudec     |          |
| 1995 | Denis Moretti           | Yvan Boos             | Philippe Lepeurien     |          |
| 1996 | Jerôme Gannat           | Grégory Barbier       | Stéphane Houillon      |          |
| 1997 | Eric Salvetat           | Éric Drubay           | Tony Cavet             |          |
| 1998 | Saulius Ruškys          | Yvonnick Bolgiani     | Florent Brard          |          |
| 1999 | Marc Chanoine           | Sylvain Lajoie        | Alaksandr Usau         |          |
| 2000 | Christophe Marcoux      | Samuel Plouhinec      | Olivier Martinez       |          |
| 2001 | José Medina             | Frédéric Delalande    | Cédric Loué            |          |
| 2002 | Mickaël Buffaz          | Jérôme Rouyer         | Noan Lelarge           |          |
| 2003 | Xavier Pache            | Kilian Patour         | Noan Lelarge           |          |
| 2004 | Olivier Grammaire       | Laurent Mangel        | Sébastien Minard       |          |
| 2005 | Florent Brard           | Carl Naibo            | Alaksandr Usau         |          |
| 2006 | Jurij Trofimow          | Cédric Coutouly       | Stéphane Pétilleau     |          |
| 2007 | Jurij Trofimow          | Andriej Klujew        | Rein Taaramäe          |          |
| 2008 | Jean-Luc Delpech        | Aleksandr Mironow     | Jakob Fuglsang         |          |
| 2009 | Yannick Talabardon      | Nadir Haddou          | Steven Caethoven       |          |
| 2010 | Cédric Pineau           | Jean-Marc Bideau      | Cyril Bessy            |          |
| 2011 | Jonathan Hivert         | Gianni Meersman       | Mathieu Drujon         |          |
| 2012 | Jean-Marc Bideau        | Anthony Delaplace     | Romain Bacon           |          |
| 2013 | Jean-Marc Bideau        | Thomas Vaubourzeix    | Julien Duval           |          |
| 2014 | Steven Tronet           | Kristoffer Skjerping  | Flavien Dassonville    |          |
| 2015 | David Menut             | Julien El Fares       | Alexis Bodiot          |          |
| 2016 | Rudy Barbier            | Baptiste Planckaert   | Pierre Barbier         |          |
| 2017 | Yannis Yssaad           | Thomas Boudat         | Bert Van Lerberghe     |          |
| 2018 | Adrien Petit            | Lorrenzo Manzin       | Damien Touzé           |          |
| 2019 | Jérémy Cabot            | Tony Hurel            | Milan Menten           |          |
| 2020 | odwołany                | odwołany              | odwołany               | odwołany |
| 2021 | Romain Cardis           | Alan Riou             | Antoine Raugel         |          |
| 2022 | Robert Scott            | Xavier Cañellas       | Kévin Avoine           |          |
| 2023 | Gwen Leclainche         | Clément Braz Afonso   | Antony Chamerat Dumont |          |
| 2024 | Liam Walsh              | Emmanuel Houcou       | Tobias Müller          |          |